# Right Place Right Time
Right Place Right Time è il terzo album del cantante britannico Olly Murs, pubblicato il 23 novembre 2012 dalle etichette discografiche Epic e Syco.
Il disco è stato anticipato dall'uscita del singolo Troublemaker, interpretato insieme al rapper statunitense Flo Rida, pubblicato nel novembre del 2012. Nel 2013 è stato pubblicato il secondo singolo Army of Two.
L'album ha ricevuto critiche discordanti in quanto alcuni sostenevano che le canzoni non erano facilmente ricordabili e che l'album non differiva troppo dal precedente In Case You Didn't Know.

## Antefatti e successo musicale
Murs ha confermato tramite il suo account Twitter che il terzo singolo dell'album sarebbe stato Oh My Goodness, pubblicato il 2 aprile. il brano raggiunse la posizione numero 13 della UK Singles Chart (quella più alta che il brano riuscì ad raggiungere). Il singolo è la sua seconda uscita in Europa dopo Heart Skips a Beat, uscito il 10 agosto, ed ha raggiunto il picco massimo tra i primi 40 singoli in Germania e Austria.
Ad aprile 2012 è stato rivelato che Murs stava per scrivere il suo terzo album in studio, uscito il 26 novembre 2012, l'album è stato scritto con Steve Robson e Claude Kelly, Ed Drewett (meglio conosciuto per il lavoro con i The Wanted), Andrew Frampton e Steve Kipner (produttori di entrambi gli album per i The Script). In un'intervista del giugno 2012 al sito web Examiner, Murs ha confermato il nome di una nuova canzone, One of These Days, che ha descritto come una canzone "seguito" di I Need You Now brano del suo album precedente. Il 17 settembre, Murs ha annunciato il primo singolo estratto dal suo terzo album, Troublemaker (che è stato il suo secondo singolo americano), una collaborazione con Claude Kelly, Steve Robson e il rapper americano Flo Rida ed è stato pubblicato il 18 novembre dello stesso anno. Lo stesso giorno, ha anche annunciato il nome del terzo album, Right Place Right Time. L'artwork della copertina e l'elenco dei brani dell'album sono stati svelati il 1 ottobre. Murs ha fatto un secondo tour in arena nel Regno Unito e in Irlanda a febbraio/marzo 2013 per sostenere l'album. Inoltre si è esibito nelle sue prime date europee del tour dal vivo in Germania, Svizzera, Svezia e Danimarca ad aprile 2013. Il 14 gennaio 2013 Murs ha confermato che il secondo singolo dell'album sarebbe stato Army of Two, pubblicato il 10 marzo 2013. Il terzo singolo dell'album, Dear Darlin, è stato pubblicato il 3 giugno 2013. Il 25 agosto 2013, i brano Right Place Right Time è stato pubblicato come quarto singolo.

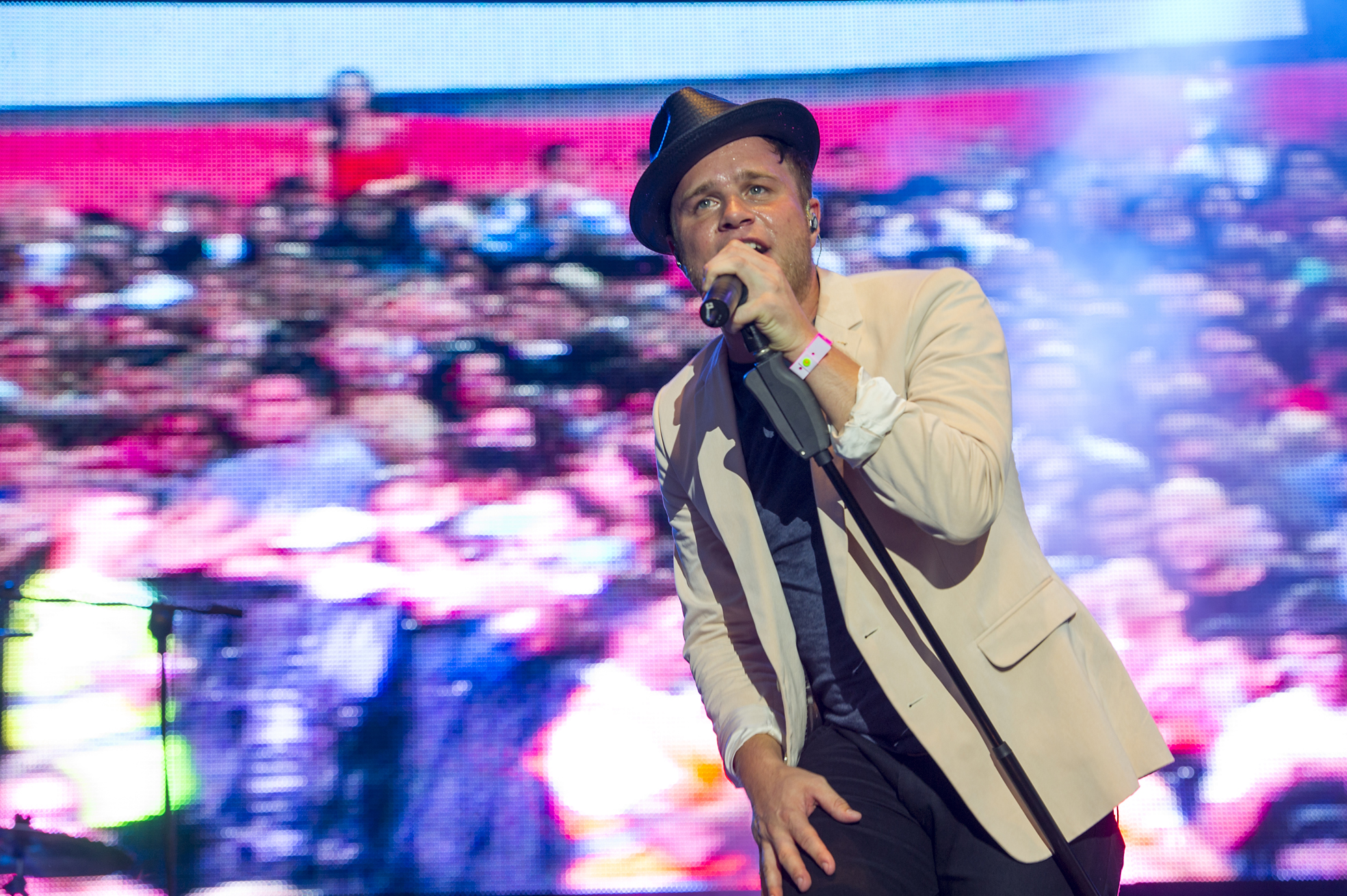
Gibilterra Music Festival 2013

Murs è stato l'artista di apertura del Up All Night Tour della boy band inglese One Direction, iniziato il 29 maggio a Toronto. Il 29 maggio 2012, Heart Skips a Beat è stato pubblicato come il primo singolo americano di Murs dalla Columbia Records, il featuring con i Rizzle Kicks fu sodtituito con la collaborazione dei rapper americani Chiddy Bang ed a settembre del 2012 ha raggiunto la posizione numero 96 della Billboard Hot 100. Murs aveva in programma di pubblicare In Case You Did not Know come album d'esordio negli Stati Uniti il 25 settembre 2012, con la Columbia Records, tuttavia il 2 settembre il sito Examiner.com ha riferito che l'uscita era stata "posticipata fino a nuovo avviso", senza data definitiva di pubblicazione. Il 17 settembre, la Columbia aveva confermato una nuova data di uscita il 3 dicembre e che pubblicherà il terzo album britannico di Murs, Right Place Right Time come debutto negli Stati Uniti. La tracklist includeva Heart Skips a Beat, Dance with Me Tonigh, Oh My Goodness, Troublemaker e altre sei tracce dell'album Right Place Right Time. Tuttavia, l'uscita è stata nuovamente posticipata ed era prevista per la pubblicazione sempre nei Stati Uniti il 4 aprile 2013. Il 25 gennaio, durante una visita a Chicago, Murs ha parlato nel programma WBBM-FM B96 e ha confermato che la versione finale dell'album uscirà negli Stati Uniti il 16 aprile 2013 ed a febbraio sarà l'artista VH1 You Oughta Know. Murs ha duettato con il cantautore inglese Robbie Williams nel suo Take the Crown Stadium Tour nel brano Kids. A settembre è stata annunciata una versione francese di Dear Darlin.con la partecipazione della cantante Alizée. Il brano è stato pubblicato il 2 settembre, con un concerto a Parigi. L'11 settembre, Murs, ha annunciato sulla sua pagina Facebook che avrebbe pubblicato una riedizione dell'album Right Place Right Time, che uscì a novembre del 2013. Sempre nello stesso giorno, Murs ha detto che duettera nel nuovo album Swings Both Ways di Robbie Williams e che canterà I Wan'na Be Like You, brano che aveva eseguito al suo primo provino per The X Factor UK. Murs ha anche partecipato alla versione inglese del brano Inner Ninja del rapper Classified, pubblicato il 10 novembre 2013. Il singolo Hand on Heart  ha anticipato la riedizione dell'album Right Place Right Time, ed è stato pubblicato il 24 Novembre e dopo una settimana uscì la riedizione dell'album.

## Tracce[10]
1. Army of Two – 4:47 (Iyiola Babalola, Wayne Hector, Darren Lewis, Olly Murs)
2. Troublemaker (feat. Flo Rida) – 3:06 (Tramar Dillard, Claude Kelly, Olly Murs, Steve Robson)
3. Loud & Clear – 3:49 (Chuck Harmony, Kelly, Olly Murs)
4. Dear Darlin – 3:25 (Olly Murs, Ed Drewett, Jim Eliot)
5. Right Place Right Time – 3:13 (Kelly, Olly Murs, Robson)
6. Hand On Heart – 3:16 (Tom Barnes, Wayne Hector, Iain James, Pete Kelleher, Ben Kohn, Murs, Iain James)
7. Hey You Beautiful – 3:06 (Kelly, Olly Murs, Robson)
8. Head to Toe – 3:15 (Olly Murs, Kelly, Harmony)
9. Personal – 3:15 (Barnes, Hector, Christopher Houston, Kelleher, Kohn, Olly Murs)
10. What a Buzz – 3:07 (Julian Bunetta, Drewett, Ryan)
11. Cry Your Heart Out – 3:39 (Hector, Carsten Mortensen, Olly Murs, Lucas Secon)
12. One of These Days – 3:36 (Bunetta, Andrew Frampton, Steve Kipner, Olly Murs)

Durata totale: 41:34

### Deluxe Edition (disco 2)[11]
1. Runaway
2. Sliding Doors
3. Perfect Night (To Say Goodbye)
4. The One
5. Troublemaker (Live version)
6. Army of Two (Live version)

### Special Edition[9]
1. Stop Tryna Change Me – 4:12
2. That's Alright With Me – 3:17
3. I Wish It Could Be Christmas Everyday (BBC Live version) – 3:38
4. Inner Ninja (feat. Classified) – 3:04
5. Did I Lose You (feat. Giorgia) – 3:47
6. Dear Darlin' (feat. Alizée) – 3:27
7. Hand On Heart (Radio Mix) – 3:18

#### Special Edition (DVD)[9]
1. Army Of Two (Live From The O2 Arena)
2. Dance With Me Tonight (Live From The O2 Arena)
3. Personal (Live From The O2 Arena)
4. Thinking Of Me (Live From The O2 Arena)
5. I've Tried Everything (Live From The O2 Arena)
6. I Need You Now (Live From The O2 Arena)
7. Hey You Beautiful (Live From The O2 Arena)
8. I'm OK (Live From The O2 Arena)
9. Hand On Heart (Live From The O2 Arena)
10. Loud & Clear (Live From The O2 Arena)
11. Busy/Heart On My Sleeve (Live from The O2 Arena)
12. Should I Stay Or Should I Go / A Town Called Malice (Live From The O2 Arena)
13. Please Don't Let Me Go (Live From The O2 Arena)
14. Dear Darlin' (Live From The O2 Arena)
15. One Of These Days (Live From The O2 Arena)
16. Oh My Goodness (Live From The O2 Arena)
17. Heart Skips a Beat (Live From The O2 Arena)
18. Right Place Right Time (Live From The O2 Arena)
19. Troublemaker (Live From The O2 Arena)

## Classifiche
| Classifica(2012–13)                 | Picco posizione |
| ----------------------------------- | --------------- |
| Australia (ARIA)                    | 20              |
| Austria (Ö3 Austria)                | 5               |
| Belgio (Ultratop Fiandre)           | 71              |
| Belgio (Ultratop Vallonia)          | 149             |
| Canada (Billboard)                  | 17              |
| Danimarca (Hitlisten)               | 19              |
| Finlandia (Suomen virallinen lista) | 38              |
| Francia (SNEP)                      | 122             |
| Germania (Offizielle Top 100)       | 22              |
| Irlanda (IRMA)                      | 3               |
| Giappone (Oricon)                   | 32              |
| Corea del Sud (Gaon)                | 32              |
| Nuova Zelanda (RMNZ)                | 27              |
| Scozia (OCC)                        | 1               |
| Spagna (PROMUSICAE)                 | 94              |
| Svezia (Sverigetopplistan)          | 14              |
| Svizzera (Schweizer Hitparade)      | 6               |
| Regno Unito (OCC)                   | 1               |
| USA (Billboard 200)                 | 19              |